# Vlastimil Kovalčík
Vlastimil Kovalčík (Szepesmátyásfalva, 1939. március 30. –) szlovák költő, esszéíró és műfordító.

## Élete
1939. március 30-án született Szepesmátyásfalván. Tanárcsaládból származik, a tanulmányait a szülőfalujában kezdte, majd Iglón folytatta. Késmárkon pedagógiai középiskolában végzett. 1958 és 1963 között Pozsonyban a Comenius Egyetem Bölcsészettudományi Karán a szlovák–orosz tanszéken tanult, majd később filozófiát is hallgatott. Azután a Slovenský spisovateľ (Szlovák Írói Kiadó) szerkesztője volt. 1964 és 1970 között a Slovenské pohledy magazinban dolgozott, ahol esszéket írt, irodalomelméleti cikkeket szerkesztett. A kommunista rezsim beavatkozása miatt a magazint el kellett hagynia. 1972-ben visszatért a Slovenský spisovateľ kiadóhoz. 1972 és 1991 között elsősorban a irodalmi művek írásával foglalkozott. 1992-ben a Literární týdeník főszerkesztő-helyettese lett. Jelenleg irodalmi és műfordítási tevékenységet folytat, Pozsonyban él.

## Munkássága
1965-ben debütált a Vstupovanie do erbu című könyvével. Munkáiban a meditatív költészetre összpontosít, keresi a szavak filozófiai és kognitív lehetőségeinek határait. Megpróbálja megragadni az emberi létezés kérdését, visszatér a gyermekkori emlékeihez. Kifejezi nosztalgiáját a régen megtörténtek iránt, olyan dolgokra vágyik, amik már nem adhatók vissza. Későbbi költői és esszéírásában főként szülőföldjére összpontosított. Saját munkái mellett a lengyel és a francia irodalomból fordított. Műfordítói tevékenységét számos díjjal jutalmazták.

## Művei

### Versek
- Vstupovanie do erbu (1965) Belépés a címerbe
- Médium (1968)
- Zrkadlo čoraz plytšie (1970) A tükör sekélyebbé válik
- Aletheia (1971)
- Horiaca rukoväť (1974) Égő fogantyú
- Živice (1979) Gyanták
- Vytrvalosť k otázkam (1988) A kérdések kitartása
- Odraz ohňa (1993) A tűz tükröződése
- Samo Bohdan Hroboň (2001) Samo Bohdan Hroboň (dokumentumfilm forgatókönyve, rendező: Bartko Fedor, Pozsonyi Szlovák Televízió, 2001)

### Esszék
- Na severnom prahu (1983) Az északi küszöbön
- Pod erbom severu (1998) Az északi címer alatt

## Díjai, elismerései
- Ján Hollé-díj (1992)[1][2]
- A Szlovák Írók Szövetségének díja az Odraz ohňa gyűjteményéért (1993)
- Zasłužony dla polskiej kultury („A lengyel kultúráért kitüntetés” érdemjelvénye)[1][3]
- Krzyżem Kawalerskim Orderu Zasługi Rzeczypospolitej Polskiej (A Lengyel Köztársaság Érdemrendjének Lovagkeresztje) (1998)[1]

## Fordítás
- Ez a szócikk részben vagy egészben  a   Vlastimil Kovalčík című szlovák Wikipédia-szócikk ezen változatának fordításán alapul.  Az eredeti cikk szerkesztőit annak laptörténete sorolja fel. Ez a jelzés csupán a megfogalmazás eredetét és a szerzői jogokat jelzi, nem szolgál a cikkben szereplő információk forrásmegjelöléseként.